# Blue Night Shadow
Blue Night Shadow ist ein Lied von Two of Us. Es wurde im April 1985 veröffentlicht. Der Song erreichte hohe Chartpositionen im deutschsprachigen Raum: Platz fünf in Deutschland, Platz sieben in der Schweiz und Platz 14 in Österreich.

## Entstehung und Veröffentlichung
Der Song wurde von Ulrich Herter gemeinsam mit Timothy Touchton geschrieben und von Hubert Kemmler (alias Hubert Kah) und Herter produziert. Der Songtext handelt von einer jungen Frau, die wie ein Schatten agiert, sie ist „here to tease / not to please“. Der Song wird von Synthesizern gespielt, die Lothar Krell bediente, und ist von mehrstimmigen Passagen und teilweise auch von Satzgesang (versetzter Gesang mehrerer Stimmen) geprägt. Swing-Elemente werden verwendet. In der Bridge wurden Stimm-Samples hinzugefügt. Bei der Kinderstimme handelt es sich um eine Diktiergerätaufnahme von Ulrich Herters damals vierjähriger Tochter Barbara "Bärbele". Sie sagt u. a. in schwäbischem Dialekt "Uli Herter isch klasse". Die Overdubs wurden von Siegfried Kemmler gemischt.
Im April 1985 erschien die Single bei Blow Up Records. Die B-Seite enthält den Song Blue Night Shadow Part II. Die 12"-Single enthielt den 5:33 Minuten langen Special Dance Mix, der auch auf dem Album Twice as Nice erschien. Die Singles erschienen auch auf blauem Vinyl. Die Band führte den Song diverse Male live auf, so unter anderem bei Formel Eins (Folge 93). Am 30. November 1985 trat sie damit bei Peters Pop Show in der Dortmunder Westfalenhalle auf, die in zahlreiche Länder weltweit übertragen wurde. Weitere Auftritte umfassten Show & Co. mit Carlo (Folge sechs) sowie 1986 die Àngel Casas Show in Spanien.